# Емилий (мост)
Мостът Емилий (на латински: Pons Aemilius; на италиански: Ponte Emilio, днес Ponte Rotto = „унищоженият мост“) е най-старият известен каменен мост от 174 пр.н.е. над река Тибър в град Рим, Италия. Имал 7 отвора. От него днес е останала една малка част. От моста започвал пътят Виа Аурелия и по-късно Via Portuensis. На няколко метра от моста каналът Клоака Максима се влива в Тибър.
Отговорни за строежа на Pons Aemilius през 179 пр.н.е. били цензорите Марк Емилий Лепид и Марк Фулвий Нобилиор. Мостът първо е на каменни колони и дървен. След 30 години, през 142 пр.н.е., цензорите Сципион Емилиан и Луций Мумий поставят и каменни арки. Мостът е основно реставриран през 12 пр.н.е. от Август, който като Pontifex Maximus е отговорен също и за поддръжката на мостовете. По това време мостът е преименуван на Pons Maximus, понеже тогава бил най-големият мост на Рим. На 24 декември 1598 г. мостът е разрушен от наводнение.
Днес съвсем близо до Pons Aemilius над Тибър се намира Ponte Palatino.